# Almásfüzitő
Almásfüzitő är en mindre stad i provinsen Komárom-Esztergom i Ungern. År 2019 hade Almásfüzitő totalt 2 145 invånare.